# Acanthodiaptomus pacificus
Espèce
Synonymes
- Acanthodiaptomus pacificus yamanacensis (Brehm, 1925)[1]
- Acanthodiaptomus yamanacensis (Brehm, 1925)[1]
- Diaptomus pacificus yamanacensis Brehm, 1925[1]
- Diaptomus pacificus Burckhardt, 1913[1]

Acanthodiaptomus pacificus est une espèce de copépodes de la famille des Diaptomidae.

## Habitat
Acanthodiaptomus pacificus est une espèce de copépodes dulcicoles : il peuple les étendues d'eau douce.